# ناتاليا كازماريك
ناتاليا كازماريك (بالبولندية: Natalia Kaczmarek)‏ هي منافسة ألعاب القوى بولندية، ولدت في 17 يناير 1998.

## وصلات خارجية
- ناتاليا كازماريك على موقع الاتحاد الدولي لألعاب القوى (الإنجليزية)
- ناتاليا كازماريك على موقع الرابطة البولندية لألعاب القوى (البولندية)
- ناتاليا كازماريك على موقع اللجنة الأولمبية الدولية (الإنجليزية)
- ناتاليا كازماريك على موقع أوليمبيديا (الإنجليزية)